# Каргинська
Каргинська — станиця в Боковському районі Ростовської області, Росія.
Адміністративний центр Каргинського сільського поселення.
Населення на 2010 рік — 1543 особи.

## Географія
Каргинська розташована на півночі Ростовської області, за 20 км від станиці Боківської та за 40 км від станиці Вешенської. Розташована над річкою Чир.

## Історія
Історія хутора Каргина бере свої витоки у 18-му столітті, коли козаки стали переселятися з лівого берега Дону на більш родючі землі правого. Почали освоювати ці землі, засновувати хутора. Як зазвичай поселення виникали на родючих чорноземах поряд з річками та іншими водоймами. Так на березі річки Чир почав славну історію один з найкрасивіших у верхів'ях Дону хутір Каргин.
У 1791 і 1796 роках полковий сотник Федір Каргін і його брати Іван і Дементій зверталися у Військове правління з проханням про видачу їм Військової грамоти на огляд місця під хутір, і тільки 6 лютого 1797 року грамота була видана. Вся влада в хуторі належала отаману, що обирався на сході відкритим голосуванням на три роки.
Хутір швидко зростав. За кількістю дворів Каргин стояв на третьому місці після станиці Вешенськой й Казанської. У 1836 році у Каргині налічувалося всього 25 дворів, у 1873 році — 110, в 1897 році — 235, до 1912 році їх було уже 260. Мешкало 1707 осіб: чоловіків — 926, жінок — 781, письменних  — 403 особи, неписьменних — 834 особи. Менше половини населення становили іногородні.
Михайло Шолохов мешкав у станиці Каргинській у 1910—1921 роках.

## Пам'ятки
- Піщаний курган.
- Млин поміщика, історичні події про які згадуються у романі «Тихий Дон». Через Каргинську проїжджали на санях Григорій Мелехов з Аксіньєй, відступаючи з хутора Татарського на південь у грудні 1919 року[3].
- Церква Покрови Пресвятої Богородиці.[4]

У станиці Каргинська розташовані об'єкти культурної спадщини Федерального значення:
- Садиба, у якій жив і працював у 1919—1926 роках письменник Михайло Шолохов. У складі садиби збереглися житловий будинок (початок XX століття), сарай для худоби і птиці (початок XX століття), поветка (початок XX століття), погріб (початок XX століття), літня піч (початок XX століття), криниця з журавлем (початок XX століття), огорожа (початок XX століття)[5]. У садибі Михайло Шолохов жив з батьками, тут же працював вчителем школи лікнепу, потім — службовцям ревкому станиці, станичним статистиком. З 1922 року Шолохов навчався в Ростові на курсах Донпродкома, працював продовольчим інспектором в станиці Букановській.

У цьому будинку Михайло Шолохов написав твори, об'єднані в збірки «Донські розповіді» і «Лазуровий степ» (1926). Тут же у нього виник задум роману «Тихий Дон». Після від'їзду з цього будинку Шолохових в 1926 році, садибу продали місцевому селянину М. Чукарину. З 1945 року вона перебувала у власності А. Косих. У 1972 році будинок садиби викупив Боковський райвиконком. Тут же було відкрито музей. До 1978 року частина подвір'я перебувала у власності А. Косих.

1984 року садиба включена до складу Державного музею-заповідника М. А. Шолохова.
Архітектура будинку садиби характерна для сіл Верхнього Дону початку XX століття. Всередині будинок розділений на сіни, їдальню, спальню і світлицю. У світлиці В 1924—1926 рр. жив Михайло Шолохов з дружиною, дочкою Світланою. На початок 2010-х в будинку відновлено обстановка життя письменника середини двадцятих років.
- Парафіяльне училище. Тут у 1912—1914 роках навчався Михайло Шолохов[7]. Будівля парафіяльного училища було побудовано в кінці 1880-х — початку 1890-х років. Проект будівлі був розроблений в окружному управлінні XVII округу Корпусу інженерів військових поселень. У 1920-х роках управління школами району передано Відділу народної освіти. Школа стала семирічною з 1923 року.

Під час німецько-радянської війни в приміщенні школи був шпиталь, потім знову школа. У 1960-ті роки тут розміщався інтернат для місцевих учнів. 1988 року школа передана до Державного музею-заповідника М. А. Шолохова. Тут розміщена експозиція про учнівських років письменника, меморіальна тримісна парта, за якою сидів у свій час Шолохов.